# Klokočov
Klokočov je naseljeno mjesto u okrugu Čadca u Žilinskom kraju u Slovačkoj.

## Stanovništvo
| Godina:     | 1993. | 2003.   | 2013.    | 2023.   |
| ----------- | ----- | ------- | -------- | ------- |
| Broj ljudi: | 2922  | 2633    | 2310     | 2209    |
| Razlika:    |       | -9,89 % | -12,26 % | -4,37 % |

| Godina:     | 2022. | 2023.   |
| ----------- | ----- | ------- |
| Broj ljudi: | 2231  | 2209    |
| Razlika:    |       | -0,98 % |

Prema podatcima o broju stanovnika iz 2023. godine naselje je imalo 2209 stanovnika.

## Vanjske poveznice
|  | Zajednički poslužitelj ima još gradiva o temi Klokočov |

- Službena stranica naselja (sl.)